# Villabaruz de Campos
Villabaruz de Campos es un municipio y localidad española de la provincia de Valladolid, en la comunidad autónoma de Castilla y León. Cuenta con una población de 32 habitantes (INE 2024).

## Geografía humana

### Demografía
Cuenta con una población de 32 habitantes (INE 2024).
| Gráfica de evolución demográfica de Villabaruz de Campos entre 1842 y 2021                                                                                               |
| |
| Población de derecho según los censos de población del INE Población de hecho según los censos de población del INEEn estos censos se denominaba Villabaruz: 1842 y 1857 |

## Administración y política
La corporación municipal actual está formada por tres miembros, presidida por Rafael Escobar Ruiz junto a sus concejales Juan Manuel María Moyrón Calderón y Victoriano Sánchez García.
| Año electoral | Partido político | Corporación municipal                                                           |
| ------------- | ---------------- | ------------------------------------------------------------------------------- |
| 2011          | PP               | Domicio Rico Santamaría Nobel Rico Santamaría María Pilar Trigueros Moncada     |
| 2019          | PP               | Rafael Escobar Ruiz Juan Manuel María Moyrón Calderón Victoriano Sánchez García |

## Cultura

### Fiestas
Las fiestas de San Pelayo son celebradas entre las fechas de 24 de junio (día de San Juan) y 29 de junio (día de San Pedro), siendo la fiesta el día 26, día del patrón San Pelayo. Durante estas se celebra una procesión en honor al patrón, en la que el abanderado, que porta un pendón y se sitúa al frente del desfile, bajará lentamente el mástil, de varios metros de altura, hasta llegar a ras del suelo, donde lo desplazará a un lado y al otro como reverencia al patrón, plegando la tela del pendón, para después erguirlo sin haberlo apoyado en el suelo. Esto se celebra frente a la iglesia de Nuestra Señora de la Calle.